# ФБР: За кордоном
«ФБР: За кордоном» (англ. FBI: International) — американський кримінальний телесеріал, який транслюється на CBS. Це другий спін-офф драми Діка Вульфа «ФБР» і третя серія франшизи «ФБР». Серіал розповідає про команду спеціальних агентів ФБР, які розслідують злочини та тероризм за кордоном. Прем'єра телесеріалу відбулася 21 вересня 2021 року, а повний сезон було замовлено в жовтні 2021 року.
У травні 2022 року CBS продовжив телесесеріал на другий і третій сезони. Прем'єра другого сезону відбулася 20 вересня 2022 року. Прем'єра третього сезону відбулась 13 лютого 2024 року. В квітні 2024 телесеріал було продовжено на четвертий сезон. В березні 2025 року телесеріал було закрито після чотирьох сезонів.

## Сюжет
Серіал розповідає про членів міжнародної групи ФБР, елітних спеціальних агентів зі штаб-квартирою в Будапешті, які виявляють і нейтралізують загрози американським інтересам у всьому світі, головним чином у Європі. Команду очолює наглядовий спеціальний агент ФБР Скотт Форрестер, жорсткий і запеклий агент ФБР. Під його наглядом знаходяться спеціальні агенти ФБР Джеймі Келлетт, кадровий агент ФБР і другий у командуванні; Андре Рейнс, молодий, але дуже інтелектуальний агент з досвідом бухгалтерського обліку; і Кемерон Во, експерт з допиту, який є новим членом команди, раніше був польовим агентом у польовому офісі ФБР у Сіетлі. Допомагає команді Катрін Джагер, досвідчений агент Європолу з Німеччини, яка допомагає команді долати політичні та мовні бар’єри. Наприкінці 1 сезону Джагер підвищують до нагляду за всіма операціями Європолу, а на її місце призначають Меган «Смітті» Гарретсон, стару знайому Форрестера.
Окрім широкого спектру кримінальних і терористичних загроз, команда також має боротися з практичними та юридичними проблемами роботи в іноземних юрисдикціях, починаючи від непростих партнерських відносин з іноземними правоохоронними органами до обмежень на використання вогнепальної зброї. Міжнародний колорит шоу має на меті порівняти його з переважною більшістю американських поліцейських шоу, які відбуваються майже виключно в Сполучених Штатах.

## Актори та персонажі
- Люк Клейнтанк – Скотт Форрестер (1–3 сезон), наглядовий спеціальний агент ФБР і керівник міжнародної групи.
- Гейда Рід – Джеймі Келлет (1–3 сезон), спеціальний агент ФБР, який є другий командуючий команди.
- Картер Редвуд – Андре Рейнс спеціальний агент ФБР у команді з досвідом роботи в бухгалтерії.
- Вінесса Відотто — Камерон Во, спеціальний агент ФБР; вона закінчила Вест-Пойнт і є найновішим членом команди.
- Крістіана Пауль –  Катрін Джагер (сезон 1), агент Європолу з Німеччини, яка діє як зв’язкова для команди.
- Єва-Джейн Вілліс –  Меган «Смітті» Гарретсон, агент Європолу та давня знайома Форрестера, призначеної замінити Джегераl як зв’язковий у команді.
- Крістіна Вульф – Аманда Тейт аналітик ФБР із наглядової розвідки, призначена очолити нову групу аналітиків Fly Team.
- Джессі Лі Соффер – Веслі Мітчелл (сезон 4), новий спеціальний агент та керівник міжнародної команди після відходу Форрестера.

### Кросоверні персонажі
- Джеремі Сісто — Джубал Валентайн, помічник SAC у польовому офісі ФБР у Нью - Йорку (ФБР)
- Зіко Закі — О. А. Зідан, спеціальний агент ФБР з Нью-Йорка (ФБР)
- Алана де ла Гарса — Ізобель Кастил, відповідальний спеціальний агент польового офісу ФБР у Нью -Йорку (ФБР).
- Джуліан Мак-Магон — Джесс Лакруа, наглядовий спеціальний агент ФБР із групи розшукувальних втікачів (ФБР: Найбільш розшукуваний)
- Міссі Перегрім – Меггі Белл, спеціального агента ФБР, призначеного в Нью-Йорк (ФБР)

## Список сезонів
| Сезон | Епізоди | Епізоди | Оригінальний показ | Оригінальний показ | Rank           | Rating         |
| Сезон | Епізоди | Епізоди | Перший показ       | Останній показ     | Rank           | Rating         |
| ----- | ------- | ------- | ------------------ | ------------------ | -------------- | -------------- |
| 1     | 21      | 21      | 21 вересня 2021    | 24 травня 2022     | Буде оголошено | Буде оголошено |
| 2     | 22      | 22      | 20 вересня 2022    | 23 травня 2023     | Буде оголошено | Буде оголошено |
| 3     | 13      | 13      | 13 лютого 2024     | 21 травня 2024     | Буде оголошено | Буде оголошено |
| 4     | 22      | 22      | 15 жовтня 2024     | 20 травня 2025     | Буде оголошено | Буде оголошено |

## Виробництво

### Розробка
12 січня 2020 року повідомлялося, що Дік Вульф вів розмову з президентом CBS Entertainment Келлі Кал про запуск другого додаткового продукту ФБР після успіху першого додаткового випуску, FBI: Most Wanted. Вольф стверджував, що він завжди уявляв ФБР як франшизу, оскільки вона пропонує «нескінченну скарбницю історій», тоді як Кал стверджує: «Ми завжди розмовляємо з Діком [Вольфом], а Дік завжди передає нам ідеї, і я нічого не можу заборонити. поза." Також повідомлялося, що розробка запропонованого спін-оффу розпочнеться протягом телевізійного сезону 2020–21 років.
18 лютого 2021 року було оголошено, що другий випуск ФБР під назвою ФБР: За кордоном розробляється для телевізійного сезону 2021–2022 років. Дерек Хаас був оголошений шоуранером серіалу та одним із його виконавчих продюсерів разом із Вульфом, Пітером Янковскі та Артуром Форні. Новий телесесеріал також, ймовірно, розпочнеться з бекдор-пілота. 24 березня 2021 року CBS офіційно замовила серіал, оголосивши, що він дебютує в перехресному епізоді серіалів «ФБР» і «ФБР: Найрозшукуваніші», де Рік Ейда також буде додано як виконавчого продюсера.

### Трансляція
Шоу виходить у вівторок увечері в Канаді на Global.
Шоу транслюється на Network Ten в Австралії, Rai 2 в Італії, TV 2 в Норвегії, FOX в Португалії та AXN Asia.
ФБР: За кордоном показало першу серію 1 сезону на Sky Witness у Великій Британії 22 липня 2022 року о 21:00 з новими епізодами FBI: International, які виходять щочетверга ввечері о 22:00, через годину після основного серіалу ФБР, який транслюється у Великій Британії. у четвер ввечері о 21:00.

### Кастинг
У липні 2021 року Люк Клейнтанк, Гейда Рід, Вінесса Відотто, Крістіана Пауль і Картер Редвуд були обрані на головні ролі. 14 липня 2022 року Пауль покинула серіал, а Єва-Джейн Вілліс замінила її як новий персонаж. 23 квітня 2024 року було оголошено, що Люк Клейнтанк покине шоу під час третього сезону. Наступного дня Колін Доннелл приєднався до акторського складу як гість третього сезону. 20 червня 2024 року Джессі Лі Соффер приєднався до акторського складу четвертого сезону серіалу.